# Jesper Nielsen (rukometaš)
Jesper Claes Martin Nielsen (Norrköping, Švedska, 30. rujna 1989.) je švedski rukometaš i nacionalni reprezentativac. Igra na poziciji pivota te je trenutno član njemačkog bundesligaša Füchsea.
Za švedsku reprezentaciju je debitirao 2011. godine te je s njome nastupio na europskom prvenstvu 2014. održanom u Danskoj.

## Vanjske poveznice
- Profil rukometaša na Euro Handball.com